# Jean Kay
Pour les articles homonymes, voir Kay.
Jean-Eugène-Paul Kay(Miliana en Algérie, 5 janvier 1943 – Loze (Tarn-et-Garonne), 23 décembre 2012), est un mercenaire et  écrivain français. Ses luttes sont diverses, de l’Algérie française au Cabinda, en passant par le Yémen, le Liban etc. « Pirate au grand cœur» pour certains, « baroudeur illuminé » pour d’autres, il dira de lui-même ne pas combattre pour l’argent mais pour défendre son idéal, « les valeurs chrétiennes » et la lutte contre le communisme, « cette idéologie productrice de misère, de corruption, d’injustice et de mort ».

## Biographie

### Enfance
Il passe peu de temps dans sa ville natale, Miliana.

Très tôt, son père, officier des transmissions dans l’armée de terre, a été muté à l’école militaire de St-Cyr Coëtquidan en Bretagne. Un de ses frères est aussi officier et notamment a servi à la Légion étrangère (4e compagnie à Holl-Holl[réf. souhaitée] - TFAI). Il séjournera également à Paris pendant sa scolarité en internat. Il perd sa mère à l’âge de huit ans. Il reçoit donc une éducation assez rigide, sans mère, dans une famille vouée à l’art de la guerre, bercée de traditions chrétiennes.

### Engagement

#### De l’OAS au réseau Foccart

##### L’Algérie
En 1961, il est caporal dans l’armée française. Son unité est basée à Montélimar, mais en intervention à Maison-Carrée en Algérie.
Dans le but de défendre l'Algérie française, Jean Kay déserte et rejoint l’OAS ; il appartient aux commandos Delta du lieutenant Degueldre, qui y est chargée des attentats et exécutions.
Il collabore aux émissions pirates de Radio France, la radio clandestine de l’OAS, commet plusieurs attentats, est arrêté, emprisonné à la prison de la Santé puis au fort d’Ivry, en région parisienne, où il purge une peine de huit mois ; il est finalement condamné à deux ans de prison avec sursis. Cette inactivité lui permet de lire et découvrir Pierre Drieu la Rochelle, Robert Brasillach, et André Malraux. Il est réintégré dans l’armée, à la caserne Dupleix à Paris. Après les accords d’Évian, qui établissent l’indépendance de l’Algérie, il déserte à nouveau, définitivement cette fois.

##### Le Yémen du Nord
En 1963, il est en Espagne à Alicante, où il rencontre des anciens membres de l’OAS, accueillis par le régime franquiste. Pendant son séjour, il rencontre Marie Louisa, surnommée Marisa, avec laquelle il a une fille, Eva, qui naît pendant son séjour au Yémen.
En février 1964, à la demande de Roger Faulques, ancien du 1er REP, avec le soutien de Jacques Foccart et de son réseau, il part pour le Yémen, dans la 1re armée royaliste de l’Imam El Badr, commandée par le prince Mohamed Ibn Hussein, financée par l’Arabie saoudite, contre les républicains soutenus par les Égyptiens de Nasser, auteurs du coup d'État de 1962 qui proclamait la république. Il rejoint l’équipe du mercenaire Tony de Saint-Paul, qui était arrivé avec les hommes de Faulques en septembre 1963, et était mort deux mois plus tôt. Entre autres choses, il s’occupe des transmissions ; il est blessé à la main. Son livre Le guerrier de l’espoir laisse penser que c'est alors qu’il est enrôlé dans le mouvement fasciste Guerrilleros de Cristo Rey. C’est aussi à cette période qu’il commence à rédiger ce qui sera plus tard L’arme au cœur. Finalement, les républicains gagnent et prennent le pouvoir au Yémen du Nord.

##### LeBiafraet leLiban
1967 est l’année de la guerre des Six Jours du 5 au 11 juin, qui voit le Liban se faire envahir par les  factions palestiniennes, de la fin de la première guerre du Yémen, et de la tentative de d’indépendance du Biafra. La sécession de la province nigériane est déclarée le 30 mai par le colonel biafrais Odumegwu Emeka Ojukwu, encouragée par la France, incarnée en Afrique par Jacques Foccart, qui livre armes et mercenaires, dirigés par le légionnaire Rolf Steiner. Jean Kay en sera.

Biafra

Les mercenaires se battent sans armes lourdes, à un contre deux, face aux troupes nigérianes du général Yakubu Gowon, soutenu par les Britanniques et les Russes. Jean Kay échappe de peu à la mort à bord d’un DC3 chargé de bombarder un destroyer britannique. Mais la cause est perdue d’avance, et c’est la débâcle pour les mercenaires. Jean Kay devra, et ce sera peut être pour lui le début d’une prise de conscience, abandonner un jeune garçon qu’il avait adopté.
Fait-il (encore ?) partie de l’équipe de Bob Denard ? Le suit-il ensuite au Katanga soutenir Moïse Tshombé, dans l’équipe des «affreux» ? 
Toujours est-il qu’en 1968 on le retrouve au Moyen-Orient. Il y entraîne, à Tabrieh au  Liban, les Phalanges libanaises, dans le groupe de résistance «Tanzim» de Fawzi Mahfouz Abou Roy, à l'appel de Bachir Gemayel.
Il y rencontre également sa deuxième femme, Seta Vanerian, une esthéticienne d’origine arménienne, qui a quitté la France après mai 68, pour intégrer le Front populaire de libération de la Palestine. Ils se marient à Beyrouth suivant le rite orthodoxe, la religion de sa femme, le 25 février 1971. Ils auront une fille, Emmanuelle.
Il dit volontiers avoir eu une prise de conscience du malheur des populations civiles pendant sa période en Afrique noire, et vouloir lutter à présent en leur faveur.
Le Biafra est réintégré au Nigéria.

#### Vol 711
En 1971, Jean Kay est à Paris où il termine probablement son livre L’Arme au cœur, dans son studio du 15e arrondissement, près du logement de son père, colonel en retraite.
Une de ses idoles, André Malraux, âgé de 70 ans, se déclare prêt à partir combattre pour la liberté de ce qu'on appelle à l'époque le Bengale, ou "Pakistan oriental". Pour défendre ce peuple opprimé qui demande à faire scission du Pakistan, ce "pays enragé par son indépendance", l'ancien ministre adresse une "Lettre au président Nixon" dans le quotidien "Le Figaro" du 17 décembre (page 1 et 3) et déclare vouloir y partir lui-même. Il renonce finalement, mais pas Jean Kay. Le 3 décembre 1971, le mercenaire prend en otage les passagers et l’équipage d’un avion, le vol 711 de la Pakistan International Airlines à Orly, pour réclamer des médicaments pour le Bangladesh, en les menaçant d’une arme à feu et d’une bombe, contenue dans une sacoche d’où sortent des fils électriques de mise à feu. Il est arrêté après quelques heures, lors du prétendu chargement des médicaments, un leurre de la police pour monter à bord, non sans avoir fait feu sur un de ses assaillants. Le sac du pirate n’était rempli que de livres, dont une Bible, et un rasoir électrique d’où sortaient les fameux fils, qui simulaient une bombe.
Quelques jours plus tard, le 16 décembre, c’est l’indépendance du Bangladesh par scission avec le Pakistan.
André Malraux, grand défenseur du Bangladesh naissant, témoigne en sa faveur à son procès en octobre 1973. Condamné à cinq ans de prison avec sursis, il est donc libéré. Son avocat était Jean-Marc Varaut.
Le livre L’Arme au cœur de Jean Kay est publié, puis son roman Les Fous de guerre, écrit en détention. Il sort de prison fin 1973, après y avoir fait un long séjour qui lui a probablement permis de tisser quelques liens dans le «milieu» du banditisme ; la suite de sa vie le montrera. Puis il repart au Liban, et entraîne à nouveau les « phalanges libanaises ».

#### LeCabinda

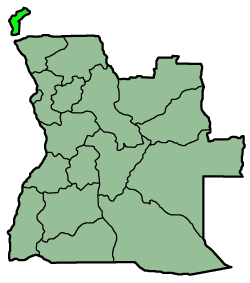
Carte de l’Angola, le Cabinda est surligné, au nord-ouest

Le 24 avril 1974, au Portugal, c’est le début de la révolution des Œillets qui renverse le régime fasciste « salazariste » de Marcelo Caetano. Le 30 juin 1974, des membres du F.L.E.C, qui souhaitent l’indépendance totale du Cabinda, rentrent d’un exil, et ouvrent une représentation à Tchiowa (Capitale du Cabinda). Jean Kay, qui fait alors partie du « Paladin group », part avec ses mercenaires pour l’Angola, encadrer le F.L.E.C du commandant Bissafi, pour la « libération » et l’« indépendance » du Cabinda. Ils font face aux forces angolaises du MPLA, qui s’opposent aux Portugais. Ils vont réussir leur mission, et, le 10 août 1974 le gouvernement congolais envoie au Cabinda une troupe commandée par José Auguste Tchioufou, directeur-adjoint d’Elf-Congo, responsable du « MPC », installé à Pointe-Noire, qui s’autoproclame Président du Cabinda. Le 19 septembre, le Cabinda est annexé par le MPLA à l’Angola, qui chassera le 2 novembre le F.L.E.C et les mercenaires, dont Jean Kay. C’est la fin de la «libération» du Cabinda, maintenant envahi par les forces angolaises, et rattaché au pays. L’indépendance de l’Angola est proclamée à Luanda, par Agostinho Neto du MPLA, président de la République populaire, le 11 novembre. Jean Kay et ses mercenaires fuient les troupes angolaises au Congo, et, faits prisonniers, sont extradés vers la France en septembre 1975 après neuf mois de prison à Brazzaville. Jean Kay devient père, pour la troisième fois, pendant son "séjour" angolais, en juillet 1974, de Patricia, née à Beyrouth.
En 1975, en Espagne, le 20 novembre, la mort de Francisco Franco permet la restauration de la monarchie. À partir de cette date, les groupes anticommunistes, d’extrême droite, hébergés jusqu’alors par le régime franquiste ne sont plus bienvenus; ils cherchent refuge essentiellement en Amérique du Sud, essentiellement dans le Chili de Pinochet ou dans l’Argentine et sa junte. Pour les anciens de l’OAS, c’est le début de l’activisme sud-américain et de la coopération avec la CIA dans la lutte anticommuniste

### L’argent
En ce début 1976, Jean Kay est à Paris. Il fréquente ses anciens amis, des ex-OAS, des mercenaires, dont certains ont mal tourné, par exemple Jacques Prévost, conjuré du "Petit-Clamart" et participant au rapt en décembre de Louis Hazan, PDG de Phonogram. Il vit à Boulogne-Billancourt avec et dans l'appartement de Danièle Marquet, qu'il connaît depuis 1972.
Cette dernière a pour amie Bernadette Roels, 36 ans, une ex-prostituée convertie en gérante de restaurant (au 42 rue du rendez-vous à Paris 12e) grâce à l'argent de son amant depuis plusieurs mois : Hervé de Vathaire.
Ce dernier, 48 ans, directeur financier de Dassault aviation depuis 24 ans, vient de perdre sa femme Chantal, qui a succombé à un cancer le 19 avril. Sa conscience l'avait poussé depuis plusieurs années à constituer un dossier fiscal compromettant contre son patron. Il rencontre Jean Kay par l’intermédiaire de Bernadette Roels et son amie, Danielle Marquet, la compagne de Jean Kay. Les deux hommes sympathisent, le financier est séduit par la personnalité hors norme de Kay, et ce dernier par la proximité avec l'argent. Tous deux échafaudent un plan : grâce au dossier Vathaire, ils décident de faire chanter Dassault. Du 6 au 10 mai, tous deux, accompagnés de leur amies, se rendront en voyage à Miami, en Floride, aux États-Unis; suivant les sources, il s’agira soit de vacances, soit d’une rencontre avec des exilés cubains anti-castristes, et a fortiori anticommunistes. Jean Kay dira à de nombreux amis, dont le journaliste Alain Leluc venu le rencontrer dans un hôtel de luxe à Collins Avenue dans Miami Beach: « je suis sur une affaire d’un milliard ».
Mais à leur retour en France, Jean Kay a une meilleure idée : il subtilise le dossier du directeur financier et le fait chanter à son tour : le 6 juillet, Vathaire se rend à la succursale de la BNP au 24 avenue de la Grande Armée à Paris, et retire simplement, grâce à la signature qu'il a sur le compte de son patron, et à la confiance qu'il a obtenue du personnel de l'agence, 8 millions de francs (800 millions d’anciens francs, 1,2 million d’euros, 1,6 million de dollars de l’époque), soit 16 000 billets de 500 francs, sur le compte de Marcel Dassault, qu’il met dans deux gros sacs ; puis il disparaît avec Jean Kay. Les deux compères ne semblaient pas craindre de poursuites, puisqu'ils passent tranquillement leur première nuit à Boulogne dans l'appartement de "Dany" Marquet, puis la nuit du 7 dans le "Grand Hôtel du Château" à Divonne, près de la frontière suisse. Apprenant la plainte de Dassault, la fuite commence.
Hervé de Vathaire seul sera retrouvé, en Grèce, où il s’est livré à la police, mais sans l’argent. Jean Kay est, lui, introuvable. Trois millions seront tout de même retrouvés sur deux comptes en banque suisses, l'un au nom de Kay, l'autre de sa compagne Danièle.
Le 25 août, Jacques Chirac (impliqué dans le dossier de Vathaire, qui dénonce les versements occultes de Dassault au RPR), démissionne de ses fonctions de premier ministre (démission politique sans rapport avec cette affaire) ; deux jours après, la presse est au courant et l’affaire de Vathaire éclate au grand jour.
La destination de la somme disparue reste mystérieuse. Pour certains, elle aurait financé les Phalanges libanaises en pleine guerre civile et aidé des anciens de l’OAS en Espagne ; pour d’autres, elle aurait financé deux cambriolages ayant pu servir à alimenter des réseaux internationaux d’extrême droite : le casse de la Société générale de Paris en août 1976, et le casse de Nice d’Albert Spaggiari, le week-end du 17 juillet 1976 ; Jean Kay est peut-être aussi dans l’équipe, avec, entre autres, des anciens de l’OAS (dont un certain «le Targui», accompagné de «Mireille», et un certain «la baraka»). Albert Spaggiari a lui aussi été à Miami avant son casse. Les deux affaires sont-elles liées à la lutte anticommuniste américaine?
Quoi qu’il en soit, Jean Kay gardera une grande partie de la somme volée, puisqu’il en dira cinq ans plus tard : « J’ai eu le Nirvāna de l’argent. Je pouvais tout acheter : un avion, un yacht de luxe, une hacienda en Argentine...».

### La fuite

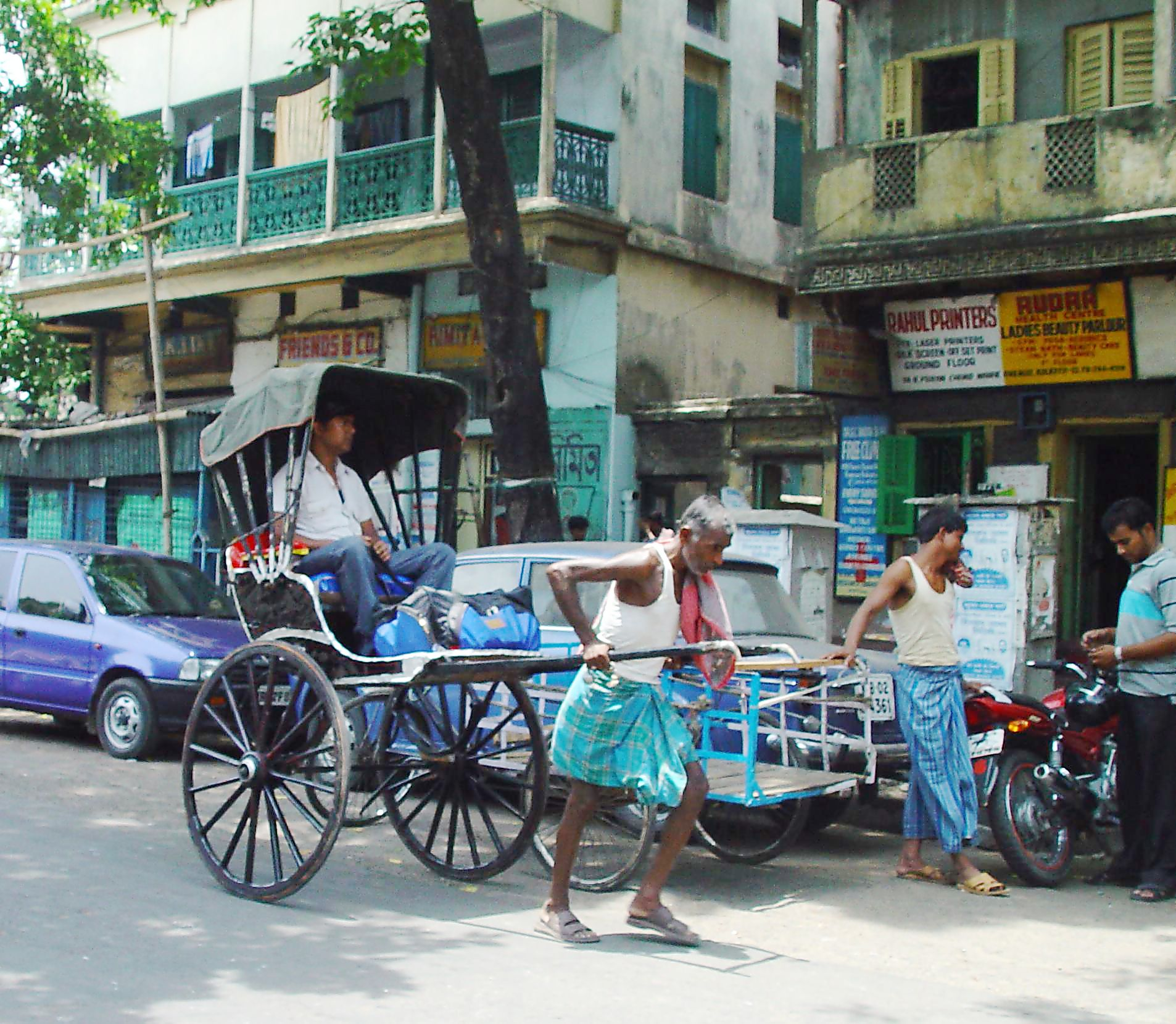
Calcutta

Après l’arrestation de Vathaire, son coéquipier de fortune, en Grèce, pays où il a acheté (à Athènes) un voilier dont il ne peut se servir , Jean Kay tente de fuir au Liban rejoindre ses amis du Tanzim. Interpol et «certains services secrets» sont à ses trousses. À partir de 1977, il fuit un peu partout : Espagne, Portugal, Suisse, Singapour, Miami, et certains vont même le considérer comme mort. Il atteint finalement le Royaume-Uni, où il achète un deuxième bateau et commence sa fuite maritime, avec sa compagne Danièle. En 1981, le magazine Paris Match, sous la plume d'Alain Leluc, ami de Jean Kay, le retrouve en Inde, toujours accompagné de son amie "Dany", et le dit «clochard», habitant un refuge au pied de l’Himalaya, se nourrissant d’un bol de riz par jour. Il déclare «avoir trouvé la Paix», et aime à dire que pour lui, « l’avenir n’existe plus ».
Pourtant, en 1982, à New Delhi, l’avenir frappe à sa porte en lui présentant Fiona Field (née le 25/12/1938 à New York, décédée le 12/03/2000 à Portet-sur-Garonne). Ils vivront ensemble. Au début 1984, chassés d’Australie, on les retrouve à Calcutta, où Jean Kay est à nouveau en prison, pour des troubles à l’ordre public. Ils sont finalement expulsés. En 1985, sa femme Fiona donne naissance dans les Caraïbes à la quatrième fille de Kay.
Ils vivront en mer jusqu’à l'âge de la scolarisation de leur fille.

### La retraite?
Les années 1990 voient la fin de la cavale maritime. Jean Kay et sa famille vivent à terre, entre Espagne (Alicante, Barcelone) et la région de Toulouse, pour élever leur dernière fille. En 1997, il publie son autobiographie, Le Guerrier de l’Espoir. Le 24 février 2000, sa femme Fiona se suicide en se noyant dans une rivière. Jean Kay publie son nouveau livre tiré de l'épisode «Calcutta» 15 ans plus tôt : L’île où l’amour est descendu sur terre. Il repart vivre en mer avec sa fille en 2004.
Jean Kay est décédé le 23 décembre 2012 à Loze (Tarn-et-Garonne).

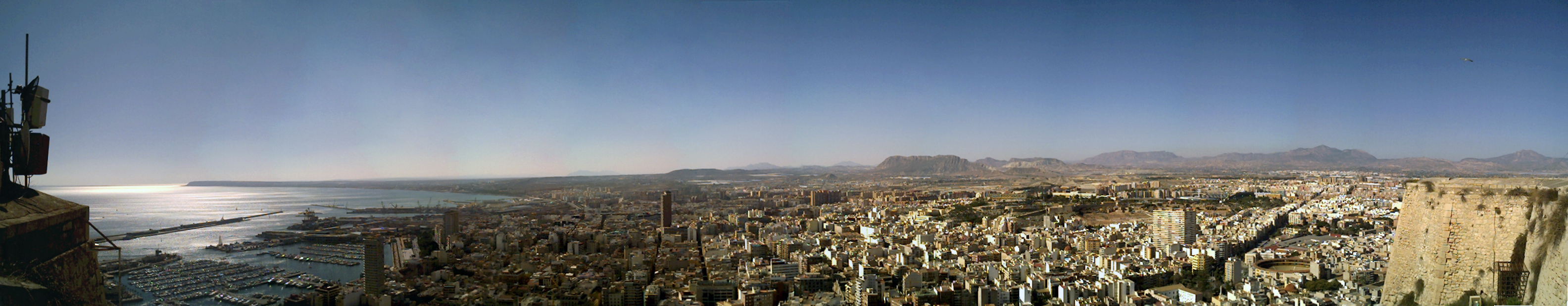
Vue d’Alicante

## Ses livres
- 1972 : L’Arme au cœur[47], Denoel, 1972 (autobiographie)
- 1973 : Les Fous de Guerre (la vie d’un mercenaire de Teruel au Yémen), 1973  (roman)
- 1997 : Le Guerrier De L’espoir[48], Robert Laffont, 1997  (ISBN 2221085795) (autobiographie)
- 1998 : L’Île ou l’amour est descendu sur terre, Robert Laffon, 1998  (ISBN 2221089359) (roman autobiographique)
- 2000 : Les Saintes (récit autobiographique paru sur internet)
- 2000 : Trois Rivières (récit autobiographique paru sur internet)

### Dassault
- Le Journal du dimanche, 5 septembre 1976
- Paris Match, no  1426 (25 septembre 1976)
- The New York Times, 20 septembre 1976
- L'Express, 13 septembre 1976
- France-Soir, 4, 7, 8, 9, 10 et 12 septembre 1976
- Le Point, no  208, 209, 213, 214, 223, 236
- Pierre Assouline, Monsieur Dassault, éd. Balland,  (ISBN 2715804067)

### Fascisme, extrême droite, guerre
- Marie-Monique Robin, Escadrons de la mort, l'école française [détail des éditions]
- Pierre Abramovici, Le Point, 15 juin 2001 (sur Paul Aussaresses)
- Patrice Chairoff, Éditions Alain Moreau, Dossier B… comme Barbouzes, 1975
- Libération, 23-24 et 25 octobre 1974
- Martin A. Lee, The Beast Reawakens (en), 1997 (185-6) (sur le Paladin Group)
- Le Nouvel Observateur, 23 septembre 1974 (sur le Paladin Group)
- E. Gerdan, Dossier A… comme Armes, éd. Alain Moreau, 1974 (sur le Paladin Group)
- Dossier « opération Condor », Le Monde 2, no  60
- Peter Dale Scott, « Transnationalised repression; parafascism and the U.S. »Lobster Magazine no  12 (1986)
- « Les Mercenaires », Historia no  406 bis (1980)
- Frédéric Laurent, L’Orchestre Noir, Stock, 1978
- Lobster Magazine (Britain) 1986-#12 (18-9) - sur Jean Kay (Lobster, 214 Westbourne Avenue, Hull, HU5 3JB, United Kingdom, Tel: 01482-447558. Edited by Robin Ramsay.)
- Parapolitics/USA 1982-03-31 (25-6)- sur Jean Kay (Parapolitics/USA (1981-1983). 347 p.
- Cabinda. Un Koweït africain de Alban-Monday Kouango, éd L'Harmattan, 2002  (ISBN 978-2747534642)
- Anthony Sampson, The Arms Bazaar From Lebanon to Lockheed, éd Viking Press, 1977  (ISBN 0670132632)
- (en) Wilfred G. Burchett, Southern Africa stands up : the revolutions in Angola, Mozambique, Rhodesia, Namibia, and South Africa, New York, Urizen Books, 1978, 321 p. (ISBN 978-0-916-35425-1 et 978-0-916-35426-8, OCLC 3933672)
- (en) Anthony Mockler, The new mercenaries, New York, Paragon House, 1987, 374 p. (ISBN 978-0-913-72972-4, OCLC 14716499)
- Brieux, Angola an III, éd Rupture, 1980

### Banditisme
- L’Express, 24 novembre 1988, sur le beau Serge
- Libération, no  2077 25/01/1988 LE RETOUR DU BEAU SERGE
- Henrik Kruger, The Great Heroin Coup - ASIN : 0896080323 - South End Pr (novembre 1980) / Black Rose Bks., Canada (10 janvier 1993) - Black Rose Books (janvier 1999) -
- A. Jaubert, Dossier d comme drogue, Le Livre de poche (15 octobre 1990) -
- Albert Spaggiari, Les Égouts du paradis
- Paris Match no  1702 (8 janvier 1982) (Spaggiari : "[…] à mon camarade Jean Kay […]")
- Politique hebdo, no  229-250 (1979)
- Revue internationale de criminologie et de police technique

### Divers
- Quotidiens divers Le Monde, Libé…) du 3 & 4 décembre 1971 - Jean Kay pirate de l’air
- The New York Times, 4 décembre 1971
- Le Monde, 4 et 5/12/71 - "Pirate de l’air"
- Le Monde, 7/12/71 - Malraux
- Paris-Match, no  1678 (juillet 1981). "Clochard en Inde"
- Janine Mossuz-Lavau, André Malraux et le gaullisme, éd. Presses de la Fondation Nationale des Sciences Politiques, 1982  (ISBN 2724604628)